# Interruption médicale de grossesse en France
Ne doit pas être confondu avec Interruption volontaire de grossesse en France.
En France, l’interruption médicale de grossesse (IMG), autrefois avortement thérapeutique jusqu'aux années 1970,  est une interruption de grossesse pratiquée pour des raisons médicales concernant le fœtus ou la femme enceinte, sans restriction de délai. Sa réalisation nécessite une attestation médicale et l'accord de la femme enceinte.

## Histoire
La première législation française sur l'avortement thérapeutique est le décret-loi du 29 juillet 1939 (article 87). Avant cette date, l'avortement thérapeutique relève de la conscience de chaque médecin qui se détermine selon l'état de la science et selon ses convictions morales, philosophiques ou religieuses,.   
La justification de l'avortement thérapeutique a été plus longue à s'établir chez les médecins français que chez leurs homologues anglais ou allemands. En Angleterre, dès 1756, l'avortement thérapeutique est accepté dans le cas de rétrécissement du bassin rendant l'accouchement impossible. Au tournant du XIXe siècle, cette pratique se diffuse en Allemagne et aux Pays-Bas.   

### La mère ou l'enfant?
L'avortement thérapeutique pose un dilemme, un « conflit fœto-maternel » : si une grossesse met la femme en péril, est-il permis de la sauver par un avortement ? En occident chrétien surtout catholique comme en France, des théologiens et des médecins répondent par la négative, estimant que l'issue relève de la volonté divine ou du cours de la Nature, et que la femme doit faire pénitence pour se préparer à bien mourir : la mère déjà baptisée, devait se sacrifier pour son enfant qui, privé de baptême, n'aurait pas droit au salut.
D'autres considèrent le fœtus comme un « agresseur » contre lequel la femme doit être défendue, à l'exemple de Louise Bourgeois (1563-1636), accoucheuse de Marie de Médicis, qui pratique un avortement thérapeutique, sauvant la mère et baptisant le fœtus avant qu'il ne meure. Des chirurgiens, tels François Mauriceau (1637-1709), jugent que des convulsions ou des hémorragies, par leur gravité, peuvent justifier un avortement, car la vie de la mère est supérieure à celle d'un enfant non encore né. Ce type de problème se pose aussi pour l'opération césarienne. Jusqu'au début du XIXe siècle, médecins et religieux discutent en termes d'innocence et de péché.
En France, à la fin du XVIIIe siècle, le « grand patron » de l'obstétrique française est Jean-Louis Baudelocque (1745-1810). Dans les cas de bassin rétréci, il est partisan de la césarienne et un ferme opposant à la pratique anglaise de l'avortement thérapeutique. Son influence est telle qu'elle bloque tout débat pour au moins une génération. Après la mort de Baudelocque, quelques grands professeurs, à titre personnel et de façon isolée, comme François-Emmanuel Fodéré (1764-1835) ou Alfred Velpeau (1795-1867) préconisent et pratiquent l'avortement thérapeutique, bien qu'il ne soit pas officiellement reconnu. 
La question de l'avortement thérapeutique reste mineure par rapport à celle de l'avortement en général comme moyen populaire de régulation des naissances. L'avortement est criminalisé dans le Code pénal de 1810 (sans distinction entre la manœuvre criminelle et la manœuvre thérapeutique). Le législateur se réfère ici à deux traditions : la tradition hippocratique  et un naturalisme juridique qui présuppose un ordre naturel idéal à préserver par un ordre social de « moralité publique » (l'avortement étant associé aux « liaisons illégitimes » et à la débauche).

### Débats entre médecins
L'Académie de Médecine se prononce par deux fois sur l'avortement thérapeutique. D'abord pour l'interdire en 1827, puis, lors de débats houleux, pour l'autoriser en 1852. Les conditions sont strictement médicales :  le médecin doit consulter ses collègues, la décision finale étant à sa discrétion. Ces premières décisions représentent une avancée de l'autonomie médicale par rapport au religieux, mais à ce moment précis de l'histoire, les autorités cléricales ne les contestent pas, reprenant à leur compte l'analogie avec le principe de légitime défense contre un agresseur et la doctrine du « moindre mal ».
Si l'avortement thérapeutique est professionnellement reconnu comme acte médical en 1852, il est difficilement accepté en raison d'oppositions, principalement religieuses de la part de médecins désignés par leurs adversaires comme « étant plus catholiques que le pape ». À la fin du XIXe siècle, devant la montée du « matérialisme »,  l'Église change progressivement d'attitude : le Saint-Office statue de nouveau sur l'avortement thérapeutique par une série de dix sentences (de 1884 à 1901) pour déclarer illicite tout acte chirurgical à caractère abortif, à tout âge de la grossesse.  
Sous l'impulsion du pape Léon XIII, la première association française de médecins catholiques est fondée en 1884 sous le nom de « Société médicale Saint-Luc, Saint-Côme et Saint-Damien » pour lutter contre le rationalisme et l'athéisme, notamment contre l'interruption médicale de grossesse vue comme une manifestation de « néo-paganisme médical ». Cette association édite un bulletin ; en 1910, elle représente 6 % des médecins français. L'opposition à l'avortement thérapeutique est aussi menée par des intellectuels comme Édouard Jordan (1866-1946) ou Paul Bureau (1865-1923). 
Pour les médecins « positivistes », comme pour les médecins catholiques, l'avortement thérapeutique est devenu un problème de droit, où s'opposent les partisans d'une pratique autorisée et réglementée par la loi, d'une pratique tolérée laissée à la liberté des médecins, ou totalement illégale et interdite. La nécessité de réglementer est défendue à la fois par ceux qui craignent les abus et dérives de l'avortement thérapeutique, et ceux qui souhaitent une protection juridique pour l'effectuer.  
Dans la pratique de l'époque, l'avortement thérapeutique reste un acte médical rare, d'autant plus que la césarienne est devenue moins dangereuse. Il est effectué avec précautions, vu l'absence de distinction juridique claire entre avortement thérapeutique et avortement criminel : la famille est prévenue, la mère donne son consentement écrit, trois médecins rédigent et signent un rapport, dont un exemplaire est remis à la police ou à la justice. La dernière précaution fait polémique comme violation du secret médical.  

### Vers la loi de 1939
Pour les médecins les plus conservateurs, en matière d'avortement thérapeutique « la frontière du légal et de l'illégal est impossible à fixer. Tout doit être illégal ou tout sera légal » . Toutefois, le contexte médico-social évolue avec les avancées médicales (comme le diagnostic biologique précoce de grossesse à partir des années 1920), le féminisme (droit des femmes aux décisions), et une répression accrue de l'avortement criminel comme fléau social de déclin moral et démographique. 
Dans un débat où toutes les parties se radicalisent, les médecins français cherchent une clarification (avortement thérapeutique/avortement criminel) ou un compromis, bien que l'avortement thérapeutique reste résiduel par rapport à l'avortement en général.
L'avocat Maurice Garçon (1889-1967) présente l'opinion la plus couramment admise de l'époque : « La mort de l'enfant n'est autorisée que si la vie de la mère court un extrême danger ».
Victor Balthazard (1872-1950), professeur de médecine légale et président de la Confédération des syndicats médicaux français, précise trois conditions obligatoires pour la réalisation d'un avortement thérapeutique :
1. La mère court un danger extrême,
2. Le danger est sous la dépendance de la grossesse,
3. Le danger cessera après l'interruption de la grossesse.

Balthazard recommande aussi une consultation écrite de plusieurs consultants en plusieurs exemplaires, dont un pour la patiente ou sa famille. 
L'article 87 du décret-loi du Code de la Famille du 29 juillet 1939 reprend ces dispositions en précisant que le médecin traitant doit prendre l'avis de deux confrères, dont l'un expert auprès des tribunaux. Cet article 87 est restrictif dans son contenu et exigeant dans sa mise en œuvre. L'avortement thérapeutique ne peut être pratiqué qu'en cas de risque mortel pour la mère, et pas simplement en cas d'atteinte à sa santé ; il n'existe pas d'indication relative à l'état de l'embryon ou du fœtus. 
Dans l'article 33 du premier Code de déontologie (1941), il est précisé que, dans le cas exceptionnel d'extrême-urgence, le médecin traitant peut se passer d'autres consultants « en envoyant, dans les douze heures après l'intervention, un compte-rendu en lettre recommandée au président de l'Ordre des médecins ».
Ces premières dispositions législatives représentent une conciliation entre l'État et les médecins, où l'autonomie corporative, la responsabilité individuelle du médecin, et le secret médical sont préservés.

### Vers la loi de 1975
Après la Libération, le contexte médico-social se modifie rapidement. D'abord par les avancées médicales qui rendent les techniques d'avortement plus sûres, y compris pour les avortements clandestins, d'autre part l'argument de la « dépopulation » perd de sa force avec le baby-boom. Les politiques de répression d'avant-guerre, exacerbées sous le régime de Vichy ont montré leurs limites. Elles sont remises en question par une « timide décriminalisation symbolique », pour être remplacées par une politique sociale (sécurité sociale, protection maternelle et infantile, allocations sociales…) et une éducation sanitaire et morale. Le droit de vote des femmes en 1945 renforce le féminisme sur la question du contrôle des naissances (création du Planning familial en 1960).
Le 11 mai 1955, un décret intègre l'avortement thérapeutique (autorisé si la vie de la mère est en danger) dans le Code de la santé publique. 
De 1948 à 1968, pour le département de la Seine, il est déclaré à l'Ordre des médecins une moyenne de 50 à 60 avortements thérapeutiques chaque année.  En 1974, une étude estime que par rapport aux avortements clandestins, il y aurait un avortement thérapeutique pour deux à trois mille avortements clandestins. La gravité classique de l'avortement clandestin se réduit du fait qu'il s'agit surtout d'un avortement précoce avec des techniques plus sûres (en provenance de pays où elles sont légalement autorisées) et tend à se rapprocher de celle de l'avortement thérapeutique (avortement tardif à risques supérieurs).
La découverte de la trisomie 21 et la possibilité d'un diagnostic prénatal par amniocentèse incite les généticiens français à plaider pour un assouplissement de la loi sur l'avortement thérapeutique, formulation jugée malheureuse et progressivement remplacée par interruption médicale de grossesse.
La loi de 1975 (loi Veil) sur l'avortement thérapeutique est moins sévère que la loi de 1939. L'avortement thérapeutique est possible à deux conditions :
- Il faut que la grossesse mette en péril grave la santé de la mère ;
- ou qu'il y ait une forte probabilité que l'enfant à naître soit atteint d'une affection d'une particulière gravité reconnue incurable.

La femme doit déposer une demande écrite, être consultée par deux médecins en concertation : l'un exerçant dans un établissement public ou privé agréé, l'autre inscrit sur la liste des experts auprès de la cour d'appel.
Il existe des flous juridiques à clarifier par une jurisprudence : les notions de péril grave, de forte probabilité, et les responsabilités pénales de ces évaluations. Par exemple, voir :

### Tournant duXXIesiècle
Vers la fin du XXe siècle, le problème éthique de ce qui est désormais interruption médicale de grossesse (IMG) est profondément modifié par les avancées du diagnostic prénatal (échographie et biologie moléculaire). Le diagnostic prénatal s'élargit à des anomalies et maladies génétiques de plus en plus nombreuses. En France, à partir des années 1980, la Sécurité Sociale prend en charge les nouvelles techniques, et les centres de dépistage et biologie prénatale s'organisent par « auto-légitimation ».
Il existe une convergence des évolutions technologiques, sociétales et culturelles : la loi Kouchner du 4 mai 2002 relative aux droits des malades leur permet une meilleure autonomie de prise de décision, mais en même temps elle alourdit la responsabilité des parents quand la science médicale ne peut offrir que des probabilités ou des incertitudes. « Se posent alors des questions d'appréciation de ce que peut être la compatibilité du handicap avec une vie normale, où se confrontent la subjectivité de chacun, parents comme médecins, avec à la clé une nouvelle décision d'avortement ».
Cette évolution conduit à la résurgence d'un débat sur l'eugénisme, non plus d'un eugénisme imposé par l'État, mais d'un nouvel eugénisme choisi par les individus eux-mêmes, selon un mécanisme d'offre et demande,.

## Législation au 1er janvier 2024
Contrairement à l'interruption volontaire de grossesse (IVG) qui peut-être demandée librement, sans motif, jusqu'à 14 semaines (article L. 2212-1), l'interruption médicale de grossesse peut être réalisée jusqu'au terme de la grossesse pour deux motifs, et dans les deux cas, le médecin qui suit la grossesse en soumettra la demande à une équipe médicale pluri-disciplinaire qui en étudiera le bien fondé :
- si la santé de la femme enceinte est gravement mise en danger par la grossesse ;
- si le fœtus présente une forte probabilité d'être atteint d'une affection particulièrement grave et incurable reconnue comme telle au moment du diagnostic : maladie mortelle à la naissance ou dans les premières années de vie, ou entraînant un handicape grave. Ce motif est le plus courant.

Deux médecins doivent établir les attestations permettant de pratiquer l'IMG.

## Déroulement
Une consultation préalable à l'IMG est systématiquement mise en place afin que toutes les informations sur son déroulement soit transmise et comprise par la femme enceinte et/ou le couple.

### Réalisation
L'interruption médicale de grossesse se déroule dans le cadre d'une hospitalisation (de quelques heures à plusieurs jours) et peut être réalisée par méthode médicamenteuse, chirurgicale ou en déclenchant l'accouchement par les voies naturelles. La méthode utilisée dépend de l'avancement de la grossesse. Si le fœtus a plus de 22 semaines une anesthésie fœticide sera injectée dans le cordon ombilical avant le déclenchement de l'accouchement, celle-ci, le plus souvent, composée d'une drogue anesthésiante, puis d'une drogue fœticide (entrainant la mort du fœtus).
La procédure pouvant être douloureuse, une péridurale peut être proposée, une consultation préalable avec un anesthésiste sera alors requise.

### Suites
En fonction de l'avancée de la grossesse des soins sur le plan physique et psychologique seront apportés à la patiente.
Si le fœtus a moins de 22 semaines d'aménorrhée ou pèse moins de 500 grammes, un arrêt de travail peut être prescrit par le médecin et depuis 2024 le délai de carence sur les arrêts de travail à la suite d'une IMG est supprimé. Au-delà de 22 semaines ou si le fœtus pèse plus de 500 grammes la femme bénéficiera d'un congé maternité.

#### Devenir du fœtus et deuil périnatal
Le couple peut faire le choix de voir, ou non, son enfant une fois né. Des maternités proposent également de prendre des photos, des empreintes, de lui offrir un doudou, etc.
Une autopsie peut être pratiquée afin d'analyser plus en profondeur les anomalies du fœtus si les parents donnent leur consentement.
Pour les fœtus de plus de 22 semaines d'aménorrhée ou pesant au moins 500 grammes, la déclaration de l'enfant à l'état civil est obligatoire. En-deçà, ce sont les parents qui décideront, ou non, de déclarer l'enfant à l'état civil. Dans tous les cas, l'inhumation pourra être réalisée par les parents ou être prise en charge par l’hôpital ou la clinique.
Un accompagnement psychologique sera proposé afin de faire face au deuil périnatal.

## Quelques données
Selon un rapport de l'Agence de la biomédecine publié en 2006, 5 289 IMG ont été pratiquées en 2004 dans les centres pluridisciplinaires de diagnostic prénatal, soit une moyenne de 136 par centre (extrêmes 16-438). Dans le même temps 91 demandes d'IMG ont été refusées.
Un peu plus d'un « produit d'expulsion » (terme médico-administratif en usage) sur deux a fait l'objet d'un examen anatomo-pathologique. L'échographie reste l'examen principal qui oriente une décision d'IMG. Les malformations et syndromes malformatifs arrivent en tête des indications (43,5 %), puis les anomalies chromosomiques (33,8 %), les maladies génétiques (5,8 %), et les infections (0,8 %). L'ensemble des autres indications représente 12,3 % des cas, et dans 3,8 % des cas, l'indication n'a pas été signalée.
Selon les auteurs du rapport, le nombre d'IMG  demeure globalement stable (autour de 6 000 par an) et « contrairement à certaines rumeurs on observe une assez grande homogénéité des pratiques ». Le point fort du système français serait son caractère multidisciplinaire, original dans le monde, et rassurant pour tous (public, professionnels et autorités de tutelle), mais des améliorations restent à faire pour la constitution des dossiers et le recueil des données.
Le rapport ne fournit pas d'indications sur l'évolution du nombre de naissances d'enfants porteurs de trisomie 21. En 2004, 36 000 analyses par amniocentèse à partir de résultats de marqueurs sériques ont été réalisées. Le pourcentage des femmes susceptibles (par rapport aux femmes testées) de donner naissance à un enfant trisomique est de 8,2 % en 2004, contre 7,4 % en 2002. Selon Jean-Yves Nau « on pourra y voir, au choix, une preuve de l'efficacité du système national de dépistage ou le symptôme révélateur et dangereux d'une montée en puissance d'un eugénisme nouveau et démocratique ».